# ITT Technical Institute
Pour les articles homonymes, voir ITT.
ITT Technical Institute (où ITT signifie International Telephone and Telegraph) est une entreprise privée américaine spécialisée dans l'enseignement supérieur. L'entreprise est connue pour ses tarifs particulièrement élevés et par un important taux de défaut de paiement de ses étudiants sur leurs dettes.

## Histoire
Jusqu'en 1994, ITT Tech est une filiale de International Telephone and Telegraph, d'où vient son nom.
En août 2016, ITT Tech a cessé d'accepter l'inscription de nouveaux étudiants, à la suite du refus des autorités fédérales d'autoriser des prêts fédéraux pour ses étudiants. Puis en septembre 2016, ITT Tech a fermé presque l'intégralité de ses établissements soit près de 130, pour près de 35 000 étudiants. Les étudiants concernés ont alors le choix soit de transférer leur dossier dans un autre établissement, soit de négocier pour supprimer leurs dettes étudiantes contractés auprès des autorités fédérales.